# Недолуге сортування

Недолуге сортування — це рекурсивний алгоритм сортування . Йому притаманна надзвичайно погана часова складність O(nlog 3 / log 1.5 ) = O(n2.7095...). Швидкість роботи алгоритму менша порівняно з оптимальними алгоритмами сортування, він повільніший за Bubble sort, що є канонічним прикладом досить неефективного алгоритму сортування. Однак він ефективніший, ніж Slowsort . Назва походить від комедійного тріо The Three Stooges.
Алгоритм визначається наступним чином:
- Якщо значення на початку списку більше значення в кінці списку, то поміняти їх місцями.
- Якщо в списку є 3 або більше елементів:
  - Рекусивно застосувати алгоритм до перших 2/3 списку
  - Рекусивно застосувати алгоритм до останніх 2/3 списку
  - Знову рекусивно застосувати алгоритм до перших 2/3 списку

При обчисленні кількості елементів при вираховуванні 2/3 списку, важливо округлювати вгору, наприклад, 2/3 від 5 має бути 4, а не 3, оскільки в іншому випадку для певних даних сортування може бути невдалим.

## Реалізація
```
 
function
 
stoogesort
(
array
 
L
,
 
i
 
=
 
0
,
 
j
 
=
 
length
(
L
)
-
1
){

   
if
 
L
[
i
]
 
>
 
L
[
j
]
 
then
   
     
L
[
i
]
 
↔
 
L
[
j
]
      
   
if
 
(
j
 
-
 
i
 
+
 
1
)
 
>
 
2
 
then
   
     
t
 
=
 
floor
((
j
 
-
 
i
 
+
 
1
)
 
/
 
3
)

     
stoogesort
(
L
,
 
i
 
,
 
j
-
t
)
 
     
stoogesort
(
L
,
 
i
+
t
,
 
j
)
  
     
stoogesort
(
L
,
 
i
 
,
 
j
-
t
)
 
   
return
 
L

 
}

```

| Алгоритми | Це незавершена стаття про алгоритми. Ви можете допомогти проєкту, виправивши або дописавши її. |